# Mike Sojourner
Michael "Mike" Sojourner (Germantown, Pennsylvania, 16 de octubre de 1953) es un exjugador de baloncesto estadounidense que jugó 3 temporadas en la NBA. Con 2,05 metros de altura, lo hacía en la posición de ala-pívot. Es el hermano del también baloncestista Willie Sojourner.

## Trayectoria deportiva

### Universidad
Jugó durante dos temporadas con los Utes de la Universidad de Utah, en las que promedió 13,9 puntos y 12,8 rebotes por partido. En 1973 fue pieza clave de su equipo para alcanzar la final del National Invitation Tournament, promediando en los cuatro partidos disputados más de 23 puntos y 18 rebotes, y consiguiendo ser elegido mejor jugador del torneo. Finalmente fue la Universidad de Purdue la que ganó la final por 87-81. Conserva todavía los récords de su universidad de más rebotes en un partido, con 22, y el de mejor promedio reboteador en una temporada, con 12,3.

### Profesional
Fue elegido en la décima posición del Draft de la NBA de 1974 por Atlanta Hawks, donde jugó sus tres únicas temporadas como profesional. En su año del debut cuajó su mejor actuación, jugando como pívot titular del equipo, y promediando 11,7 puntos y 8,8 rebotes por partido. Fue perdiendo protagonismo paulatinamente, hasta que el fichaje de Joe Meriweather en la temporada 1976-77 por los Hawks lo condenó al banquillo. Al término de la misma decidió poner fin a su carrera deportiva.

## Estadísticas de su carrera en la NBA

### Temporada regular
| Temp.   | Edad | Equipo  | Liga | P   | TIT | MIN  | TC  | TCA  | %TC  | 3P | 3PA | %3P | TL  | TLA | %TL  | R.OF. | R.DEF. | REB | ASIS | ROB | TAP | PER | FP  | PTS  |
| 1974-75 | 21   | Atlanta | NBA  | 73  |     | 29.2 | 5.2 | 10.6 | .488 |    |     |     | 1.3 | 2.0 | .651 | 2.7   | 6.1    | 8.8 | 1.3  | 0.5 | 0.8 |     | 3.0 | 11.7 |
| 1975-76 | 22   | Atlanta | NBA  | 67  |     | 23.9 | 3.7 | 7.8  | .473 |    |     |     | 1.2 | 1.8 | .672 | 1.9   | 4.8    | 6.7 | 0.9  | 0.6 | 0.6 |     | 2.6 | 8.6  |
| 1976-77 | 23   | Atlanta | NBA  | 51  |     | 10.8 | 1.9 | 4.0  | .468 |    |     |     | 0.8 | 1.1 | .719 | 1.0   | 1.9    | 2.9 | 0.4  | 0.3 | 0.2 |     | 1.3 | 4.5  |
| Total   |      |         | NBA  | 191 |     | 22.4 | 3.8 | 7.9  | .480 |    |     |     | 1.1 | 1.7 | .671 | 1.9   | 4.5    | 6.5 | 0.9  | 0.5 | 0.6 |     | 2.4 | 8.7  |